# Paul Prager
Paul Prager (Frankenberg (Saksen), 14 juli 1895 –  Bremen, 2 november 1953) was een Duits componist, muziekpedagoog en dirigent. Voor bepaalde werken gebruikte hij het pseudoniem Paul Korner.

## Levensloop
Prager studeerde aan de Staatliche Hochschule für Musik te Berlijn en sloot af met het "Musikmeister"-examen. In 1927 werd hij dirigent van de Militaire kapel van het Infanterie-Regiment nr. 6 te Schwerin en vanaf 1936 "Ober-" en "Stabsmusikmeister" in de Militaire kapel van het Infanterie-Regiment nr. 67 in Berlijn-Spandau. Na de oprichting van de Legermuziekschool te Bückeburg werd hij directeur van dit instituut. Tijdens de laatste oorlogsjaren werkte hij als "Stabsmusikmeister" van het Waak-Bataljon (Gardebataljon) in Wenen. 
Na de Tweede Wereldoorlog was hij oprichter en lange tijd dirigent van het Blasorchester Bückeburger Jäger. Hij schreef werken voor orkest, harmonieorkest en kamermuziek.

## Composities

### Werken voor orkest
- Servus Wien, voor zangstem en orkest - tekst: Josef Hochmuth

### Werken voor harmonieorkest
- 1935 Das macht Laune, polka-selectie 
  1. Häcketauer-Polka
  2. Es war einmal 'ne Müllerin
  3. Die böse Schwiegermama
  4. Der Pfannenflicker
  5. Und wenn man so eine Musik hört
  6. Nachtvögel
  7. Bin ein fahrender Gesell
  8. Krakowiak
  9. Ja, ja, das Bier ist gut
  10. Schenk' mir noch mal Bayrisch ein
  11. Von Herrn Pastorn sin Kauh
  12. Wir versaufen unsrer Oma ihr klein Häuschen
- Bei den Zwergen in den Bergen, karakterstuk
- Der Glückspilz, ouverture
- Donner und Doria, mars
- Ein Fest an Bord suite
- Es steh'n drei Birken auf der Heide, mars, op. 141
- Jagdfantasie: I. Teil (Im grünen Wald, dort wo die Drossel singt),  op. 117 - tekst: Rudolf Lock
- Jagdfantasie: II. Teil (Wenn laut das Jagdhorn schallt - Die Jugendjahre sind schon längst dahin), op. 117 - tekst: Rudolf Lock
- Jagdlieder-Fantasie
- Marsch der Hilteraner Schützen - tekst: van de componist en Albert Witte
- Rheinische Rhapsodie

### Kamermuziek
- Hegewald-Fanfare, voor jachthoorns
- Intrada, voor hoornkwartet
- Suite im alten Stil, voor hoornkwartet
  1. Intrade
  2. Menuett
  3. Sarabande
  4. Gigue